# Zos Kia Cultus (Here and Beyond)
Zos Kia Cultus (Here and Beyond) (в переводе с англ. — «Культ Козы (Здесь и Вне»)) — шестой студийный альбом польской блэк-дэт-метал группы Behemoth, выпущен 28 октября, 2002 на лейбле Avantgarde Music. 11 марта 2003, через лейбл Century Media Records был выпущен в США. Альбом был повторно выпущен лейблом Peaceville Records в виде диджипак, который шёл ограниченным тиражом. Были выпущены обычный и в виде перевернутого креста. В поддержку альбома было организовано турне с группами Deicide, Amon Amarth и Revenge.

## Об альбоме
Диск был записан в студии Hendrix с июня по сентябрь 2002 года, мастеринг был проведён в High End Studio в Варшаве.
Название альбома Zos Kia Cultus (Here and Beyond) — это термин, введённый Остином Османом Спейром, чтобы обозначить феноменальные и номенальные аспекты существования. Сам культ был сформирован Остином Спейром и Кеннетом Грантом в 1952 году с целью исследования магической вселенной способами визуальных искусств.
При записи альбома Zos Kia Cultus (Here and Beyond) группой впервые были применены семиструнные электрогитары. В альбоме отчётливо слышится фирменный стиль Inferno, ударника группы. В песне «As Above So Below» был использован рифф из начала песни «Cursed Angel of Doom» с демо «Endless Damnation». Был снят за £ 4000 клип на песню «As Above So Below». В поддержку альбома был осуществлено европейское турне, в том числе в Италии и в Скандинавии.

## EP и DVD
Новому альбому предшествовал EP «Antichristian Phenomenon», выпущенный усилиями Avantgarde Music. В этом мини-альбоме были песни «Carnage» из репертуара Mayhem и «Day Of Suffering» группы Morbid Angel. В том же году усилиями Metal Mind Productions выпустила DVD (взамен VHS) «Live Eschaton: The Act of Rebellion».

## Список композиций
| №   | Название                                 | Текст песни              | Музыка                 | Длительность |
| --- | ---------------------------------------- | ------------------------ | ---------------------- | ------------ |
| 1.  | «Horns ov Baphomet»                      | Nergal                   | Nergal                 | 6:37         |
| 2.  | «Modern Iconoclasts»                     | Nergal                   | Nergal                 | 4:27         |
| 3.  | «Here and Beyond (Titanic Turn Ov Time)» | Кшиштоф Азаревич         | Nergal                 | 3:26         |
| 4.  | «As Above So Below»                      | Кшиштоф Азаревич         | Nergal                 | 5:01         |
| 5.  | «Blackest Ov the Black»                  | Nergal                   | Nergal                 | 3:44         |
| 6.  | «Hekau 718»                              | Кшиштоф Азаревич         | Nergal                 | 0:53         |
| 7.  | «The Harlot ov the Saints»               | Кшиштоф Азаревич         | Nergal                 | 2:47         |
| 8.  | «No Sympathy for Fools»                  | Nergal                   | Nergal, Havok          | 3:49         |
| 9.  | «Zos Kia Cultus»                         | Кшиштоф Азаревич         | Nergal                 | 5:32         |
| 10. | «Fornicatus Benefictus»                  | Austin Osman Spare       | Nergal, Raven Moonshae | 0:52         |
| 11. | «Typhonian Soul Zodiack»                 | Кшиштоф Азаревич         | Nergal                 | 4:30         |
| 12. | «Heru Ra Ha (Let There Be Might)»        | Nergal, Кшиштоф Азаревич | Nergal                 | 3:03         |

## В записи участвовали

### Участники группы
- Адам «Nergal» Дарский — вокал, соло-гитара, акустическая гитара, синтезатор, программирование.
- Збигнев Роберт «Inferno» Проминьский — ударные
- Матеуш Мавриций «Havoс» Смежхальский — ритм-гитара
- Марцин «Novy» Новак — бас-гитара

### Сессионные музыканты
- Ежи «U.Reck» Глуд — синтезатор

### Приглашённые музыканты и персонал
- Кшиштоф Азаревич — лирика, тексты
- Шарон E. Уэнкерс — консультант
- Аркадиуш «Malta» Мальчевский — микширование
- Гжегож Пивковский — мастеринг
- Мауриций Смежхальский — фотограф
- Томаш «Graal» Данилович — обложка
- Рейвен Монснай — звуковые эффекты